# N92 (Nederland)
De N92 was volgens de wegnummering 1957 de Nederlandse weg van Groningen naar Enschede. De weg liep over de  Rijksweg 34, de Rijksweg 36 en de Rijksweg 35.
In 1957 werd het E-wegenstelsel ingevoerd in een aantal landen in West-Europa, waaronder Nederland. Niet alle belangrijke wegen kregen een Europees E-nummer. De belangrijke wegen zonder E-nummer kregen een nationaal N-nummer. Hiervoor werd de serie N89-N99 gebruikt om ervoor te zorgen dat de nummers niet overlapten met de (toen nog slechts administratieve) rijkswegnummers die van 1 tot en met 82 liepen.
Zo kreeg de weg van via Emmen, Coevorden, Almelo en Hengelo naar Enschede het nummer N92. Bij Zuidlaren sloot de N92 aan op de oude E35 tussen Meppel en  Groningen bij Ommen op de N91 naar Zwolle en bij Hengelo op de oude E8 tussen Deventer en Oldenzaal.
De N-nummering was geen groot succes. In 1978 werd de nieuwe N-nummering ingevoerd. Daarbij werd de N92 opgesplitst in drie delen. Het deel tussen de Groningen en Ommen kreeg het nummer N34, het deel tussen Ommen en Almelo het nummer N36 en het deel tussen Almelo en Enschede het nummer A35. In 2007 is de N34 tussen Groningen en Ommen overgedragen aan de provincies Overijssel en Drenthe, maar dit heeft geen gevolgen gehad voor de wegnummering.
 ·  ·  ·  ·  ·  ·  ·  ·  ·  · 